# 争取民主人民阵线
争取民主人民阵线是莱索托的一个政党。1990年，该党成立。1991年7月11日，注册为合法政党。该党的政治立场是中间偏左至左翼。该党目前的意识形态是社会民主主义、民主社会主义，过去曾是共产主义、马克思列宁主义。该党的领袖是莱克赫托·拉库奥阿内。